# Beasts Like Us
Beasts Like Us (Arbeitstitel Followers) ist eine österreichische Fernsehserie mit Jakob Schmidt, Jing Xiang, Cosima Henman und Benedikt Kalcher, die unter der Regie von Marc Schlegel nach einem Drehbuch von Peter Bruck und Ernest Gold entstand. Die Horror-Comedy-Serie wurde am 14. Februar 2024 auf Prime Video veröffentlicht. Premiere war am 29. Jänner 2024 im Wiener Haydnkino.

## Handlung
Im Mittelpunkt der Serie stehen die vier Mitte-Zwanzig-Jährigen Natalie, Raffi, Simon und Lukas. Die Vier versuchen sich in einer neuen Para-Normalität mit Zombies, Dämonen, Aliens, Vampiren und anderen Bestien zurechtzufinden. Nebenbei müssen sie ihren Alltag mit langweiligen Jobs, Dating und Beziehungsproblemen bewältigen.
In dieser Welt versuchen die Menschen dabei ihr Möglichstes, den bedrohlichen Kreaturen mit Verständnis zu begegnen und Gleichberechtigung zu ermöglichen. Eine Kreaturenrechts-Charta strebt deren Unversehrtheit an.

## Produktion und Hintergrund

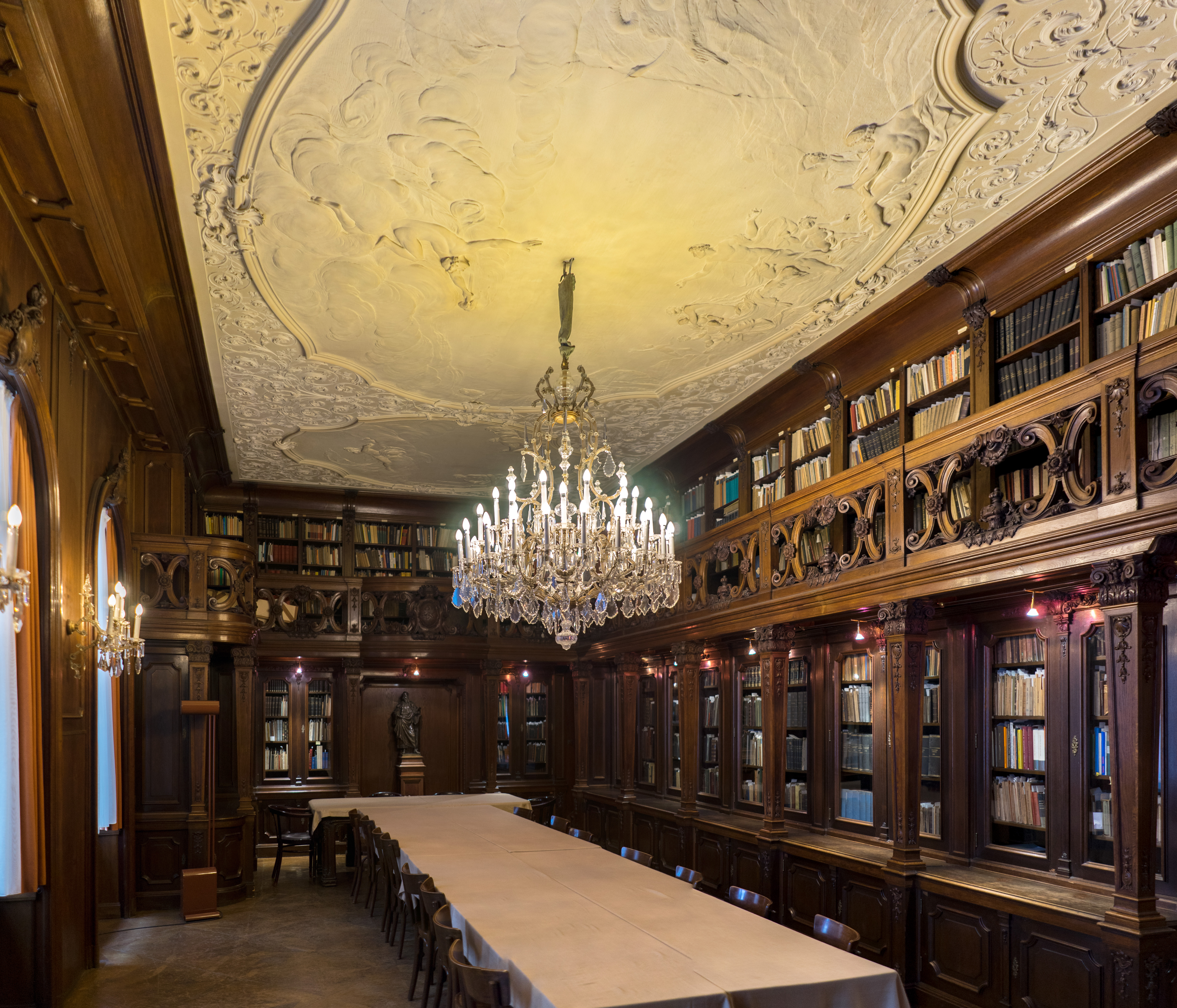
Einer der Drehorte: das Palais Fürstenberg in Wien

Die Dreharbeiten fanden vom 24. April bis zum 21. Juli 2023 unter dem Arbeitstitel Followers in Wien und Umgebung statt. Drehorte waren unter anderem Schloss Neugebäude in Simmering sowie das 2018 unter dem Namen Reaktor wiedereröffnete Etablissement Gschwandner, wo eine Ballszene mit 150 Komparsen entstand und das Palais Fürstenberg.
Produziert wurde die Serie von der österreichische Rundfilm GmbH von Produzentin Constanze Schumann und Executive Producer Thomas W. Kiennast, unterstützt wurde die Produktion vom Filmfonds Wien und von FISA Filmstandort Austria. Die Kamera führte Mortimer Hochberg, die Montage verantworteten Philipp Kleibel und Sebastian Schreiner. Das Szenenbild gestaltete Desiree Salvador, das Kostümbild Leonie Zykan, die Maske Uschi Braun und Kiky von Rebental und den Ton Dietmar Zuson. Als Intimitätskoordinatorin fungierte Katharina Haudum.
Neben Beasts like us entstand 2023 die Horror-Comedy-Serie Mandy und die Mächte des Bösen für Amazon Prime Video in Wien.

## Rezeption
Katrin Nussmayr titelte in der Tageszeitung Die Presse: „So trashig, dass es fast gruselig ist“. Die Serie wirke Bundesdeutsch und weitgehend „befreit“ von Lokalkolorit. Angereichert sei das mit abgenutzten Horror-Bildern und ein paar gesellschaftspolitischen Anspielungen, die nahelegen, dass die Serie vielleicht doch für erwachsene Zuschauer konzipiert sein könnte. Wirklich lustig oder spannend sei das leider nicht – und gruselig jedenfalls nicht auf die Art, die den Machern wohl vorschwebte.
Stefan Schunk schrieb auf kino.de: „Tatsächlich verspricht der krude Genre-Mix von Regisseur Marc Schlegel nicht nur blutig-eklige Einlagen, sondern auch etliche komische Momente. (...) Derart komisch wurde eine junge Lovestory mit dem Horror-Genre das letzte Mal in Ruben Fleischers kultigem Zombieland gekreuzt.“
Marcus Kirzynowski meinte auf fernsehserien.de, dass die Serie Diskussionen um Wokeness und Political Correctness aufs Korn nehme, dass aber nicht als politischer Kommentar zu verstehen sei: „Denn die Serie funktioniert in erster Linie als hemmungslose Comedy, weniger als durchdachte Satire auf reale Verhältnisse. Und als solche macht sie einfach viel Spaß. Die Autoren lassen keine Gelegenheit für einen Gag liegen, wobei zwar nicht jeder zündet, aber die Trefferquote erfreulich hoch ist.“
Oliver Armknecht vergab auf film-rezensionen.de sechs von zehn Punkten. Die Serie sei eine zwar nicht übermäßig clevere, aber durchaus amüsante Horrorkomödie mit einem gewissen trashigen Charme. Diese gefalle auch durch das Ensemble, selbst wenn die Geschichte oft auf der Stelle trete.

## Auszeichnungen und Nominierungen
Deutscher Schauspielpreis 2024
- Nominierung in der Kategorie Schauspieler in einer komödiantischen Rolle (Jing Xiang)[13]

Grimme-Preis 2025
- Nominierung in der Kategorie Fiktion/Spezial[14]
  - Viola Mirabilis, Daria Meienhofer, Roman Braunhofer und Selina Horowitz für die Special-Effects-Masken